# Greensboro (hrabstwo Orleans)
Greensboro – jednostka osadnicza w Stanach Zjednoczonych, w stanie Vermont, w hrabstwie Orleans.